# Brug 134
Brug 134 was een vaste brug in Amsterdam-Centrum.

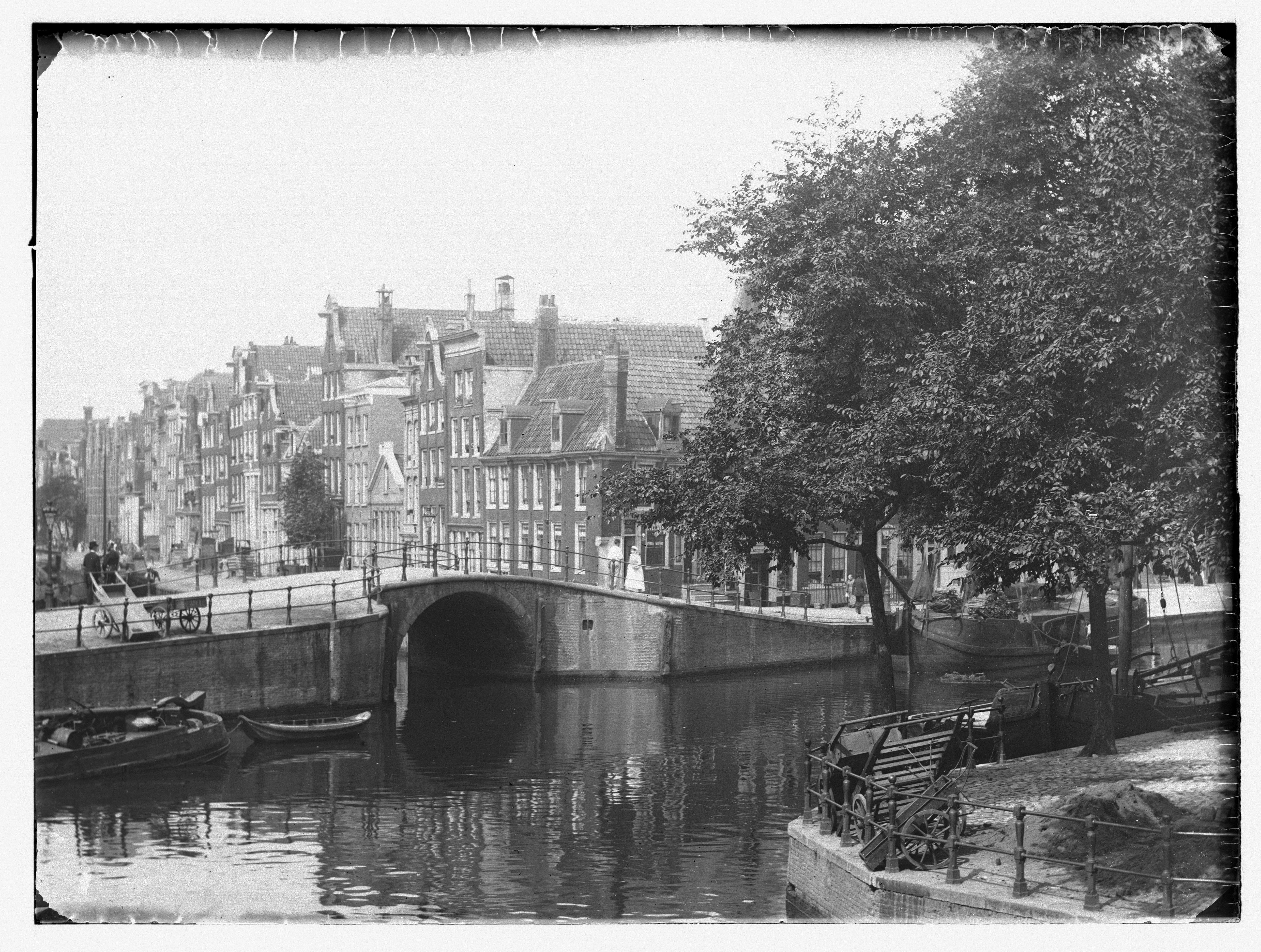
Brug 134 in 1891 gezien vanaf de Korte Prinsengracht, vastgelegd door Jacob Olie; het hoekpand Prinsengracht 107 (midden) is rijksmonument

De brug overspande de Lindengracht en lag in de zuidelijke kade van de Brouwersgracht. Balthasar Florisz. van Berckenrode tekende daar in zijn stadsplattegrond van 1625 een brug in (Brouwers Graft en Linde Graft). Het was een van de vijf bruggen over de Lindengracht. Die vijf bruggen lagen:
- brug 134; zuidelijke kade Brouwersgracht
- een brug tussen Eerste Goudsbloemdwarsstraat en Noorderkerkstraat
- een brug tussen Tweede Goudsbloemdwarsstraat en Eerste Lindendwarsstraat
- een brug tussen Derde Goudsbloemdwarsstraat en Tweede Lindendwarsstraat (nabij Karthuizers begraafplaats]
- een brug in de oostelijke kade van de Lijnbaansgracht.

De brug werd rond 1760 net als twee andere bruggen over de Brouwersgracht vervangen. Op foto’s van het einde 19e eeuw is er alleen maar één doorvaart te zien. In 1895 werd de Lindengracht gedempt en verdwenen de vijf bruggen over de Lindengracht uit het straatbeeld.  

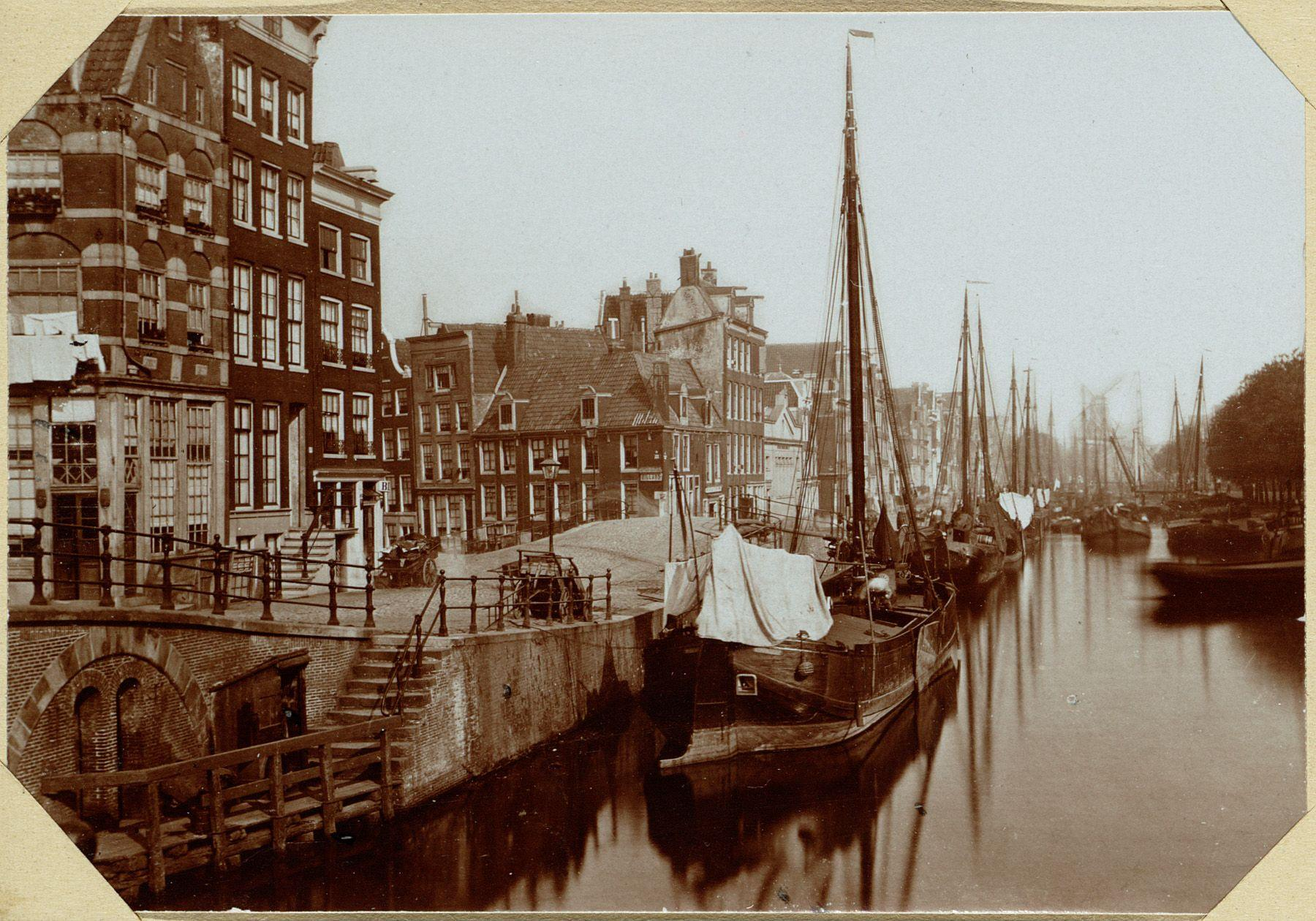
De Brouwersgracht omstreeks 1870, met links brug 134
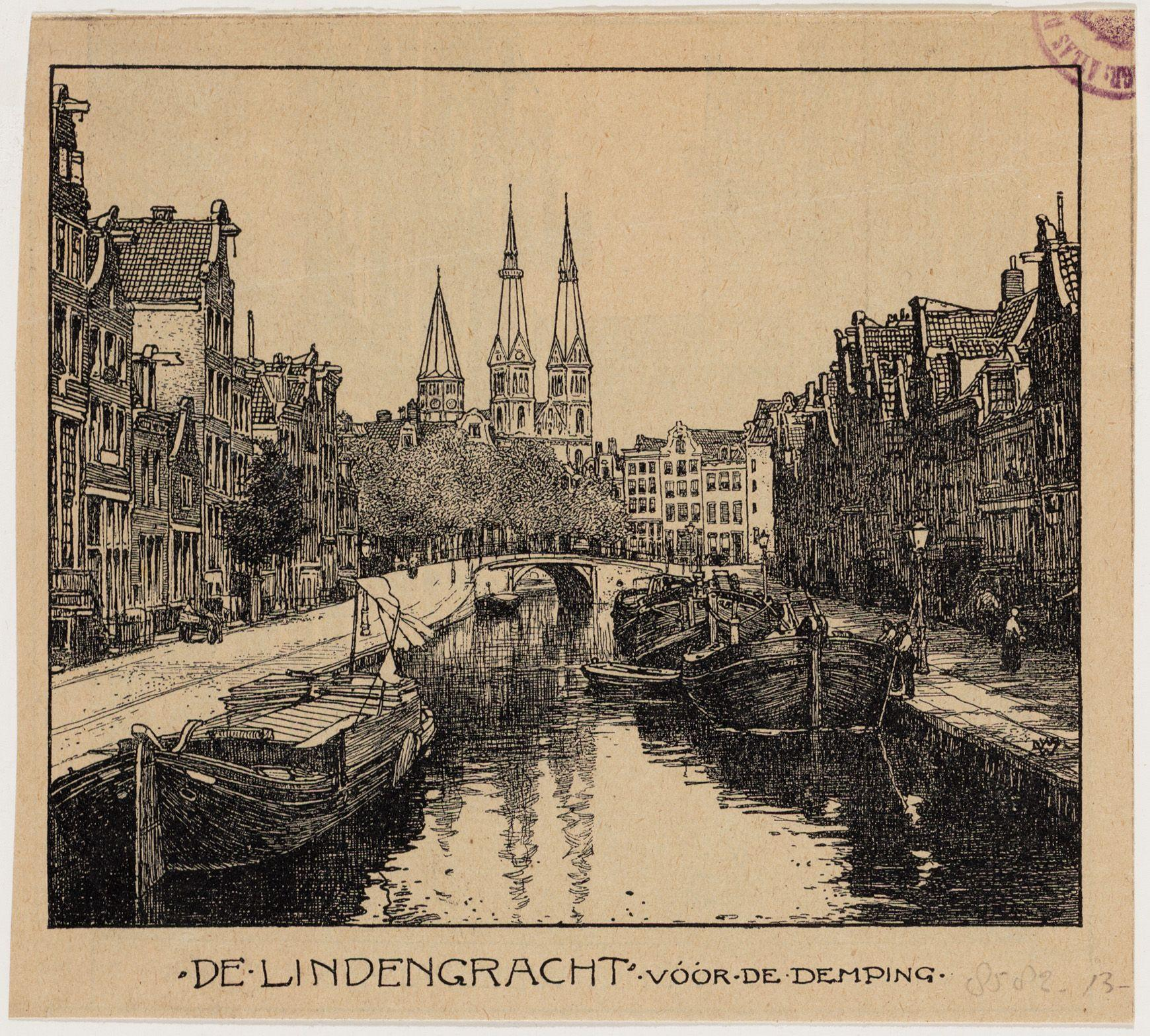
De Lindengracht kijkende naar de Brouwersgracht en de Posthoornkerk, omstreeks 1890, prent van LWR Wenckebach
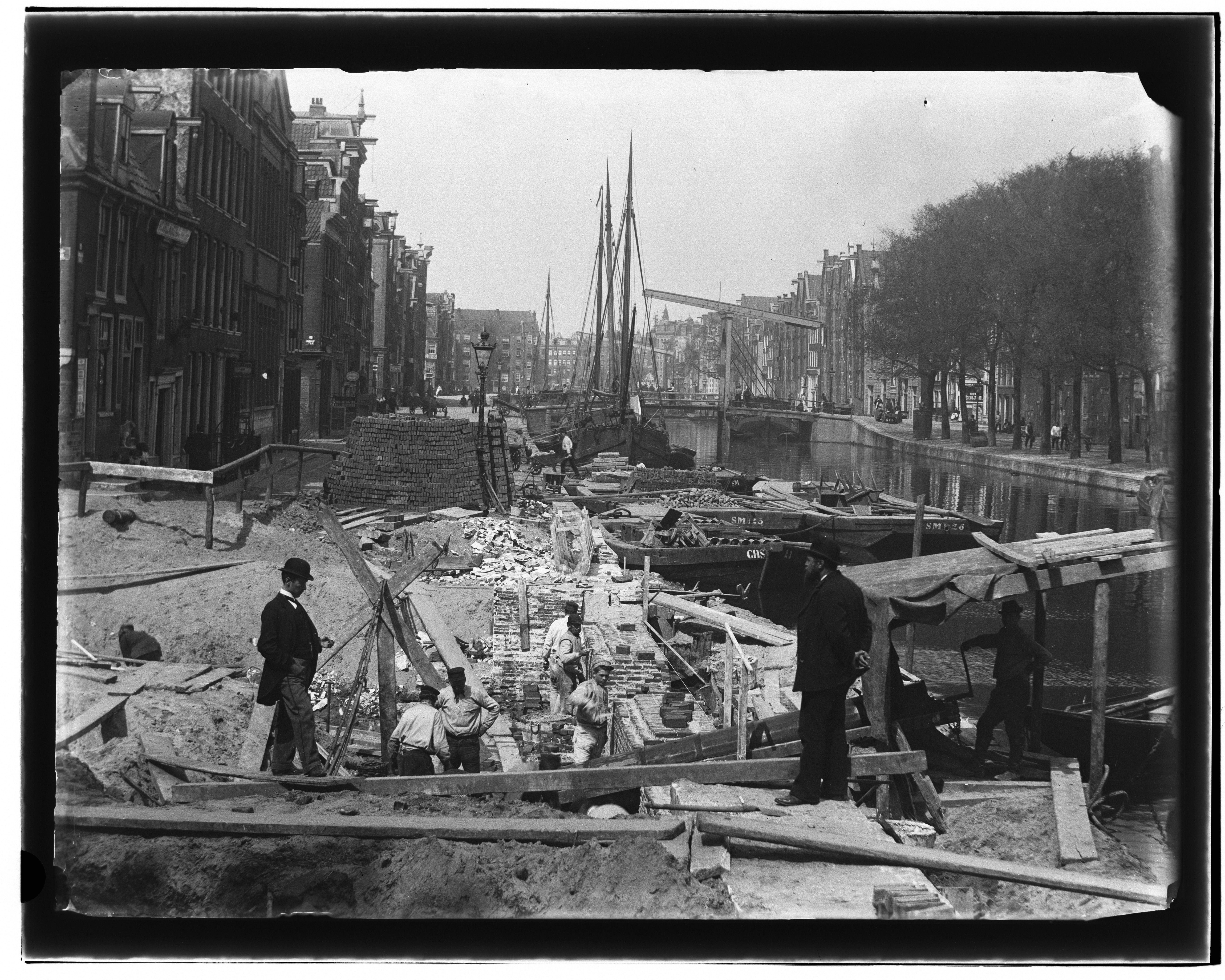
De sloop van de brug in 1896

<<< · 100 · 101 · 102 · 103 ·  105 · 106 · 107 · 108 · 109 ·  110 · 111 · 112 · 113 · 114 · 115 · 116 · 117 · 118 · 119 · 120 · 121 · 122 · 123 · 124 · 125 · 126 · 127 · 128 · 129 · 130 · 131 · 132 · 135 · 136 · 137 · 138 · 139 · 140 · 141 · 142 · 143 · 144 · 145 · 146 · 147 · 148 · 149 ·  150 · 151 · 152 · 155 · 156 · 159 · 160 · 161 · 162 · 163 · 164 · 165 · 166 · 167 · 168 · 169 ·  170 · 171 · 172 · 173 · 174 · 175 · 176 · 177 · 178 · 179 · 180 · 181 · 182 · 183 · 184 · 185 · 186 · 187 · 189 · 190 · 191 · 192 · 193 · 194 · 195 · 196 · 198 · 199 · >>>
Brugnummers 104, 133, 134, 153, 154, 157, 158, 188 en 197 zijn niet (meer) in gebruik.